# Ekbert al II-lea de Meissen
Ekbert al II-lea (în engleză Egbert; n.c. 1060 – d. 3 iulie 1090, Selketal, Harz), aparținând Brunonilor a fost conte de Braunschweig și margraf  de Meissen.
Ekbert a fost fiul cel mare al margrafului Ekbert I de Meissen. 
Fiind încă minor, el a moștenit posesiunile din Brunswick și Meissen (probabil micșorate deja de împăratul Henric al IV-lea) la moartea tatălui său în 1068. Ekbert s-a căsătorit cu Oda, fiică a contelui de Meissen-Orlamünde, posesiunile căruia le-a moștenit, inclusiv castelul de Wanderslebener Gleichen. 
În 1073, conduși de ducele Magnus de Saxonia și de Otto de Nordheim, saxonii s-au răsculat împotriva lui Henric al IV-lea. Răscoala a fost zdrobită de către ducele Vratislav al II-lea al Boemiei în Bătălia de la Langensalza din 9 iunie 1075. Dacă Ekbert a participat direct la revolta saxonilor rămâne neclar, însă el a fost considerat adversar al regelui, drept pentru care a fost deposedat de stăpânirea Mărcii de  Meissen, care a fost oferit lui Vratislav. Cu toate acestea, Ekbert l-a alungat pe Vratislau din Meissen în anul următor, drept pentru care a fost condamnat de către regele Henric, iar un comitat din Frizia, aflat pe atunci în proprietatea sa, a fost confiscat și acordat episcopului de Utrecht.
Inițial, Ekbert l-a susținut pe antiregele Rudolf de Rheinfelden, însă în cele din urmă, alături de mulți alți nobili saxoni, și-a retras sprijinul și a rămas neutru.
După moartea lui Otto of Nordheim în 1083, Ekbert a devenit cel mai important, însă neconsecvent, adversar saxon al lui Henric al IV-lea. În 1085 cei doi a existat o reconciliere pentru scurtă vreme. Ca urmare Ekbert l-a primit pe Henric în Saxonia în luna iulie. În septembrie conflictul a fost reluat, însă în 1087, Ekbert și Henric au încheiat pace.
Unele surse istorice consemnează faptul că, după moartea antiregelui Herman de Salm, episcopii Hartwig de Magdeburg și Burchard de Halberstadt l-au convins pe Ekbert să se îndrepte împotriva regelui Henric și să aspire la coroana Sfântului Imperiu German. Oricare ar fi fost situația, Ekbert a rupt curând legătura cu noii săi aliați, probabil deoarece promisiunile nu au foat îndeplinite. Astfel, supunerea episcopului Hartwig față de rege l-a izolat complet pe Ekbert.
În 1088 Ekbert a fost asediat de Henric în castelul de la Gleichen timp de patru luni, însă în ziua de Crăciun a acelui an a reușit să evadeze, împreună cu o parte a armatei. El a fost declarat în afara legii și deposedat din nou de posesiunea Meissenului și a stăpânirilor din Frizia prin deciziile întrunirii principilor imperiali la Quedlinburg și apoila Ratisbona. Neînfrânt dar izolat, fugarul Ekbert, a căzut în luptă în 1090.
Posesiunile care îi rămăsesră au revenit surorii sale, Gertruda, și soțului acesteia, Henric cel Gras, margraful de Frizia. Fiica acestora, Richenza, s-a căsătorit cu Lothar de Supplinburg, viitor duce și împărat.